# 김희수 (바둑 기사)
김희수(金希洙, 1997년 12월 22일 ~ )는 대한민국의 바둑 기사이다.

## 약력
서울 출신으로 한종진 바둑도장에서 바둑 지도를 받았다. 아마추어 시절 2015년과 2016년 2년 연속으로 국무총리배 세계아마바둑선수권대회에 한국대표로 출전하여 2016년 후위칭에 이어 준우승을 차지했다. 2017년 제35회 덕영배 결승에서 임상규를 물리치고 우승했다. 2018년 제141회 일반입단대회를 통해 입단했고 2019년 4월에 2단으로 승단했다. 2023년에 4단으로 승단했다.